# 札月家的小杏子
《札月家的小杏子》（日语：*/?）是日本漫畫家山本崇一朗創作的日本漫畫作品，於《月刊少年Sunday》（小學館）2013年9月號開始連載到2016年7月號結束，全37話、單行本全7冊。

## 概要
本作品是山本的第一本單行本，也是繼《擅長捉弄人的高木同學》（小學館）後長期連載的作品。作者曾在《情書-山本崇一朗短篇集-》中表示短篇作品〈期待已久的鄰居〉（《月刊少年Sunday》2013年2月號）就是《札月家的小杏子》的原型。

## 故事簡介
妹妹札月杏子是會吸血的殭屍，頭上綁的巨大髮帶就是封印她的符咒，若髮帶鬆綁脫落，杏子就會恢復吸血的本性襲擊人類。哥哥札月健司擔心杏子會弄掉髮帶而傷害別人，不惜裝作兇惡的不良少年，竭盡全力阻攔喜歡杏子的男生，平時也經常關心杏子以防她的髮帶掉落，同學間也因此認為健司有相當嚴重的恋妹情结。本作品便是敘述兩人的在校及在家的日常生活。

## 登場人物
札月健司
本作男主角，札月杏子的哥哥，高中二年二班的學生。因為擔心妹妹杏子會弄掉髮帶，平時裝作不良少年阻攔喜歡杏子的男生，也被同學認為有戀妹情结，他內心其實很害怕堂姐(凜姊)。學習程度足以讓他在考試中獲得滿分的成績，但為了保持不良少年的形象，一直把成績壓在不及格的邊緣。此外也經常鍛鍊身體，使自己有足夠的實力在打架中獲勝。喜歡同班同學日日野遙，也在最後如願成為情侶。
札月杏子
本作女主角，札月健司的妹妹，與哥哥同校的高中一年級學生。杏子是吸血殭屍，力氣是普通人類的十倍，但需要定期吸血且不能是其他食物，否則會失去力氣而無法活動。頭上綁的髮帶就是符咒，一旦脫落就會恢復本性想要吸血而襲擊人類，但同時也會變得極其坦率。
日日野遙
札月健司的同班女同學，學校的優等生。堅信對妹妹溫柔的人，對其他人也應該很溫柔，因此並不害怕看似不良少年的健司。健司對日日野抱有好感，而日日野也喜歡健司。在一次兩人獨處的時光中，健司向日日野表達了自己的心意，日日野也緊接表示喜歡健司，兩人如願交往。和《明天星期六》中的日比野美奈有親戚關係。
岩原光
與札月杏子一樣是高中一年級學生，有參加過學校的空手道社，但其實很害怕聽到打雷聲。雖留著短髮，外型及行為舉止都像個男孩子，但自稱小時候被鄰居稱讚說「可愛」、「很有女孩子氣」。
崽崽
札月家飼養的野豬崽，其實眾人都不曉得牠都會默默的保護札月杏子。
凜姊
札月健司與札月杏子的堂姊。
神藤周作
同校的學生會長，內心其實喜歡札月杏子並且發誓要向她告白，同時也是岩原光參加的空手道社社長。

## 出版書籍
| 冊數 | 小學館         | 小學館                 | 東立出版社    | 東立出版社             |
| 冊數 | 發售日期       | ISBN                   | 發售日期      | ISBN                   |
| ---- | -------------- | ---------------------- | ------------- | ---------------------- |
| 1    | 2014年1月15日  | ISBN 978-4-09-124597-7 | 2019年1月17日 | ISBN 978-957-26-1607-9 |
| 2    | 2014年6月17日  | ISBN 978-4-09-124760-5 | 2019年12月2日 | ISBN 978-957-26-1608-6 |
| 3    | 2014年11月17日 | ISBN 978-4-09-126650-7 | 2020年1月6日  | ISBN 978-957-26-1609-3 |
| 4    | 2015年4月15日  | ISBN 978-4-09-127389-5 | 2020年8月13日 | ISBN 978-957-26-1610-9 |
| 5    | 2015年9月16日  | ISBN 978-4-09-127541-7 | 2021年5月20日 | ISBN 978-957-26-1611-6 |
| 6    | 2016年2月17日  | ISBN 978-4-09-127018-4 | 2023年7月21日 | ISBN 978-957-26-1612-3 |
| 7    | 2016年7月17日  | ISBN 978-4-09-127353-6 | 2025年3月10日 | ISBN 978-957-26-1613-0 |